# شكاوى شركات الطيران
شكاوى شركات الطيران هي أي نوع من الشكاوى الرسمية التي يقدمها عميل شركة الطيران إما إلى شركة الطيران المسؤولة عن التظلم أو المكتب الحكومي المسؤول عن الإشراف على الصناعة الوطنية لشركات الطيران. تنشأ شكاوى شركات الطيران عمومًا من المشكلات التي حدثت أثناء السفر الجوي والتي تُركت دون حل.

## شكاوى شركات الطيران في الولايات المتحدة
وفقًا لتقرير تصنيف جودة شركات الطيران لعام 2007، ازدادت متاعب شركات الطيران في الولايات المتحدة منذ عام 2005. من ناحية أخرى، ظل معدل الشكاوى على حاله تقريبًا، حيث بلغ 0.88 شكوى لكل 100000، وكان نصفها بسبب مشاكل في الرحلات الجوية أو الأمتعة. قد يكون هذا بسبب أن الركاب أصبحوا أكثر تسامحًا منذ 11 سبتمبر. ومع ذلك، هناك أيضًا انتقادات حول ما إذا كان عدد الشكاوى الرسمية يعكس حقًا التجربة التي يواجهها الركاب، بالنظر إلى الصعوبة التي يواجهها الركاب في معرفة كيفية تقديم شكوى رسمية. علاوة على ذلك، زادت الشكاوى بشأن شكاوى شركات الطيران في الولايات المتحدة، مما يدل على أن أولئك القادرين على تقديم شكوى غير راضين عن النتائج.

## شكاوى شركات الطيران في أوروبا
في أوروبا، يتمتع المسافرون جواً بحقوق أكثر من تلك الموجودة في الولايات المتحدة ويجب تعويضهم بموجب القانون عن الحجوزات الزائدة أو الإلغاء أو تأخير الرحلات. بعد إدخال هذا القانون (اللائحة 261/2004) في الاتحاد الأوروبي في أوائل عام 2005، ارتفعت الشكاوى، كما هو متوقع، حيث يمكن توقع المزيد من التعويضات من قبل الركاب الذين اشتكوا رسميًا. في الواقع، زادت الشكاوى المتعلقة بالإلغاء بنسبة 600٪ والشكاوى المتعلقة بالتأخيرات زادت بنسبة 500٪، وهذا ليس مفاجئًا لأن هذه هي الفئات التي تم فيها زيادة التعويضات منذ القانون الجديد.

## شكاوى شركات الطيران في السعودية
في السعودية، الهيئة العامة للطيران المدني هي المسؤولة عن الشكاوى ضد شركات الطيران، ولهذا الغرض أصدرت لائحة تنفيذية لحماية حقوق العملاء. وذلك من خلال الإدارة العامة للجودة وحماية العملاء والتي تعنى بجودة الخدمات المقدمة للمسافرين وتحسين تجربة المسافر في مطارات المملكة العربية السعودية وذلك للإرتقاء بمستوى الخدمات المقدمة للمسافرين من خلال تقديم تجارب متميزة تساهم في رفع معايير الرضا. وتتيح الهيئة للمسافرين تقديم اقتراح أو شكوى ضد شركات الطيران والمطارات عبر موقعها الإلكتروني في حال مخالفتها أو عدم تطبيقها أجراءات وقواعد اللائحة التنفيذية لحماية حقوق العملاء. كما تقوم بنشر تقارير شهرية عن رضا المسافرين عن خدمات المطارات.

## شركات الطيران تتلقى معظم الشكاوى
في الولايات المتحدة، سجلت خطوط ساوث ويست الجوية أدنى معدل للشكاوى في عام 2006، حيث سجلت 0.11 شكوى لكل 100.000 مسافر، في حين سجلت الخطوط الجوية الأمريكية ويونايتيدإيرلاينز أسوأ معدل للشكاوى، حيث سجلت كلاهما 1.36 شكوى لكل 100.000 مسافر. الخطوط الجوية الأمريكية هي أيضًا شركة الطيران الأمريكية ذات الأداء الأسوأ في الأقلاع في الوقت المحدد، مما قد يفسر معدل الشكاوى.

## الجهات الحكومية التي تشرف على الشكاوى
في الولايات المتحدة، تكون وزارة النقل مسؤولة عن صناعة الطيران ولديها قسم محدد يسمى خدمة حماية المستهلك للطيران والتي تتعامل مع شكاوى شركات الطيران. كما يقومون بنشر أرقام عن أداء شركات الطيران الأمريكية الكبرى، والتي يمكن الوصول إليها مجانًا على موقع الويب الخاص بهم.
في المملكة المتحدة، يمكن لهيئة الطيران المدني مساعدة الركاب في تقديم شكاوى بشأن شركة طيران، في حال قدّم الركاب شكوى إلى شركة طيران ولم يتمكنوا من حل شكواهم. الحلول البديلة لفض المنازعات (على سبيل المثال الوساطة أو التحكيم) متاح للمسافرين داخل وخارج المملكة المتحدة. يتم نشر قائمة بشركات الطيران التي قامت بالتسجيل في «الحلول البديلة لفض المنازعات» على موقع ويب هيئة الطيران المدني.
في الاتحاد الأوروبي، لا يوجد لدى العديد من الدول الأعضاء مكاتب محددة للتعامل مع شكاوى شركات الطيران. ومع ذلك، فإن بوابة النقل الجوي التابعة للمفوضية الأوروبية تتعامل مع شكاوى شركات الطيران من الدول الأعضاء.

## أنظر أيضا
- إدارة أمن المواصلات
- السلامة الجوية
- أمن المطار

## روابط خارجية
- شكاوى شركات الطيران والمطارات في السعودية
- شكاوى شركات الطيران
- وزارة النقل الأمريكية خدمة حماية المستهلك للطيران
- وكالة النقل الكندية
- حقوق الركاب في الاتحاد الأوروبي
- حقوق الركاب في السعودية